# Okres Szécsény
Okres Szécsény (maďarsky Szécsényi járás) je jedním z šesti okresů maďarské župy Nógrád. Jeho centrem je město Szécsény.

## Sídla
V okrese se nachází celkem 14 měst a obcí.
Města
- Szécsény

Obce
| - Endrefalva - Hollókő - Ludányhalászi - Magyargéc - Nagylóc - Nógrádmegyer - Nógrádsipek | - Nógrádszakál - Piliny - Rimóc - Szalmatercs - Szécsényfelfalu - Varsány |